# Горішньоплавнівська міська територіальна громада
Горішньоплавнівська міська територіальна громада — територіальна громада в Україні, у Кременчуцькому районі Полтавської області. Адміністративний центр — місто Горішні Плавні.

## Історія
Утворена 16 квітня 2019 року шляхом приєднання Келебердянської та Салівської сільських рад Кременчуцького району до Горішньоплавнівської міської ради обласного значення.
Відповідно до Закону України «Про внесення змін до Закону України „Про добровільне об'єднання територіальних“ громад щодо добровільного приєднання територіальних громад сіл, селищ до територіальних громад міст республіканського Автономної Республіки Крим, обласного значення» громади, утворені внаслідок приєднання суміжних громад до міст обласного значення, визнаються спроможними і не потребують проведення виборів.
В квітні 2019 року приєднано села Келеберда, Салівка, Карпівка, Махнівка.
7 липня 2020 року до складу громади добровільно приєднались Григоро-Бригадирівська сільська рада Кобеляцького району та Дмитрівська сільська рада Горішньоплавнівської міської ради.

## Населені пункти
До складу громади входять 1 місто (Горішні Плавні) і 14 сіл: Базалуки, Гора, Григоро-Бригадирівка, Дмитрівка, Карпівка, Келеберда, Кияшки, Кузьменки, Махнівка, Мотрине, Петрашівка, Салівка, Солонці, Солошине.